# رين راود
رين راود (مواليد 21 ديسمبر 1961) (بالإستونية: Rein Raud)‏ هو كاتب وباحث إستوني.

## مسيرته
تخرج راود من جامعة لينينغراد الحكومية (التي تسمى الآن جامعة سانت بطرسبرغ الحكومية) في عام 1985 في الدراسات اليابانية، وحصل على درجة الدكتوراه في نظرية الأدب في جامعة هلسنكي في عام 1994.
راود هو دكتور فخري في جامعة لاتفيا وجامعة فيتاوتاس ماغنوس.
عمل راود في المعهد الإستوني للعلوم الإنسانية (وهو الآن جزء من جامعة تالين) وجامعة هلسنكي، حيث شغل منصب أستاذ في قسم الثقافات العالمية حتى عام 2016. من عام 2006 إلى عام 2011، شغل منصب أول رئيس لجامعة تالين. ما بين سنتي 2011 و 2014 كان رئيس الرابطة الأوروبية للدراسات اليابانية. وهو حاليا أستاذ باحث في كلية العلوم الإنسانية بجامعة تالين.

## روابط خارجية
- رين راود على موقع ميوزك برينز (الإنجليزية)

- Rein Raud's list of publications